# Université de la Vallée du Rio dos Sinos
L’université de la Vallée du Rio dos Sinos (en portugais : Universidade do Vale do Rio dos Sinos) est une université catholique, située dans la ville de São Leopoldo au Brésil, dans la Vallée du Rio dos Sinos. Elle a été fondée en 1969 et appartient à la Compagnie de Jésus.